# بویدز (مونتانا)
بویدز (به انگلیسی: Boyes) یک منطقهٔ مسکونی در ایالات متحده آمریکا است که در مونتانا واقع شده‌است.